# 159
| 159                |
| ------------------ |
| Dødsfald - Fødsler |
|                    |

| Gregoriansk kalender | 159 CLIX                |
| Ab urbe condita      | 912                     |
| Armensk kalender     | I/T                     |
| Kinesiske kalender   | 2855 – 2856 戊戌 – 己亥 |
| Etiopisk kalender    | 151 – 152               |
| Jødisk kalender      | 3919 – 3920             |
| Hindukalendere       |                         |
| - Vikram Samvat      | 214 – 215               |
| - Shaka Samvat       | 81 – 82                 |
| - Kali Yuga          | 3260 – 3261             |
| Iransk kalender      | 463 BP – 462 BP         |
| Islamisk kalender    | 477 BH – 476 BH         |

Se også 159 (tal)

## Født
- Gordian I, romersk kejser